# Шмидт, Эрнст
Эрнст Генрих Вильгельм Шмидт (нем. Ernst Heinrich Wilhelm Schmidt; 11 февраля 1892, Фёгельзен — 22 января 1975, Мюнхен) — немецкий инженер, специалист по технической термодинамике .

## Биография
Учился в высших технических школах Данцига, Брауншвейга и Мюнхена.
Предложил теплоизоляцию с помощью алюминиевой фольги (нем. Alfol-Isolierung) и измеритель напора жидкости (нем. Wärmeflussmesser).
По одной из версий, в честь него названо число Шмидта. Оно характеризует отношение конвективного и диффузного переноса.

## Награды
- 1964 — Кольцо Людвига Прандтля
- 1964 — Баварский орден «За заслуги»
- 1964 — Премия имени Макса Джейкоба